# Onthophagus smeenki
Onthophagus smeenki är en skalbaggsart som beskrevs av Yves Cambefort 1980. Onthophagus smeenki ingår i släktet Onthophagus och familjen bladhorningar. Inga underarter finns listade i Catalogue of Life.